# Прокопоаја (Валча)
Прокопоаја (рум. Procopoaia) насеље је у Румунији у округу Валча у општини Орлешти. Oпштина се налази на надморској висини од 180 m.

## Становништво
Према подацима из 2002. године у насељу је живело 544 становника.

### Попис2002.
| Расподела становништва по националности 2002.‍ | Расподела становништва по националности 2002.‍ | Расподела становништва по националности 2002.‍ | Расподела становништва по националности 2002.‍ | Расподела становништва по националности 2002.‍ |
| --------------------------------------------- | --------------------------------------------- | --------------------------------------------- | --------------------------------------------- | --------------------------------------------- |
|                                               |                                               |                                               |                                               |                                               |
| Румуни                                        | Румуни                                        |                                               | 537                                           | 98,7%                                         |
| Роми                                          | Роми                                          |                                               | 7                                             | 1,3%                                          |